# Sangaride
Nella mitologia greca,  Sangaride o Sagaritide era una delle ninfe figlia di Sangario.

## Il mito
Sangaride era una delle Amadriadi, ninfe degli alberi, si innamorò perdutamente di Attis riuscendo a conquistare il suo cuore. La dea Cibele, per avergli sottratto quel bel giovane, la punì facendo morire l'albero alla cui vita era legata quella di Sangaride.
Alla sua morte Attis impazzì di dolore e si recise il pene per non poter corrispondere alle brame della dea. Cibele considerò questo castigo troppo crudele e gli restituì il membro virile, riprendendolo al suo servizio.

## Altri nomi
Sangaride a volte nei miti viene confusa con Nana, madre di Attis.

### Fonti
- Ovidio, Fasti 4.229

### Moderna
- Angela Cerinotti, Miti greci e di Roma antica
- Anna Ferrari, Dizionario di mitologia ISBN 88-02-07481-X